# روابط مکزیک و نروژ
روابط مکزیک و نروژ به روابط دیپلماتیک بین مکزیک و نروژ اشاره دارد. هر دو کشور عضو سازمان همکاری اقتصادی و توسعه و سازمان ملل هستند.

## تاریخ
نروژ پس از استقلال مکزیک از اسپانیا در سال ۱۸۲۱، مکزیک را به رسمیت شناخت. در آن زمان ، نروژ بخشی از اتحادیه بین سوئد و نروژ بود. مکزیک و اتحادیه در سال ۱۸۸۵ روابط دیپلماتیک برقرار کردند.  اتحادیه در سال ۱۹۰۵ منحل شد و نروژ ملتی مستقل شد. در سال ۱۹۰۶، مکزیک روابط دیپلماتیک خود را با نروژ برقرار کرد.
در سال ۱۹۱۰ نروژ سفارت خود را در مکزیکو سیتی تأسیس کرد و مکزیک نیز چند سال بعد سفارت خود را در اسلو تأسیس کرد. روابط اولیه عمدتا بین کشتی های ماهیگیری نروژی بود که برای تجارت کاد به وراکروز می آمدند.  در طول جنگ جهانی دوم، مکزیک روابط دیپلماتیک خود را با دولت نروژ در تبعید حفظ کرد.  پس از جنگ، هر دو کشور به ترتیب سفارتخانه های خود را باز کردند.
در سال ۱۹۶۸، ولیعهد و پادشاه آینده نروژ، هارالد پنجم به صورت رسمی به مکزیک سفر کرد.  از زمان دیدار اولیه، چندین دیدار سطح بالا بین هر دو کشور انجام شده است. در ژوئن ۲۰۰۲، مکزیک سفارت خود را در اسلو به دلیل محدودیت های مالی بست. سفارت مکزیک در سال ۲۰۱۴ بازگشایی شد. 

## بازدیدهای سطح بالا
سفرهای سطح بالا از مکزیک به نروژ
- وزیر امور خارجه پاتریشیا اسپینوسا (۲۰۱۱)
- وزیر امور خارجه لوئیس ویدگارای کاسو (۲۰۱۷)

سفرهای سطح بالا از نروژ به مکزیک
- ولیعهد هرالد (۱۹۶۸)
- نخست وزیر چل ماگنه بوندویک (۲۰۰۲)
- ولیعهد هاکن (۲۰۰۹، ۲۰۱۲)
- نخست وزیر ینس استولتنبرگ (آوریل و دسامبر ۲۰۱۰)
- نخست وزیر ارنا سولبرگ (۲۰۱۸)

## توافقنامه های دوجانبه
هر دو کشور چندین موافقت نامه دوجانبه مانند توافق نامه مبادلات فرهنگی (۱۹۸۰) امضا کرده اند. توافقنامه اجتناب از مالیات مضاعف و فرار مالیاتی (۱۹۹۵)؛ موافقت نامه همکاری کشاورزی (۲۰۰۰) و توافقنامه همکاری ماهیگیری و آبزی پروری (۲۰۱۸). 

## حمل و نقل
پروازهای مستقیم بین فرودگاه بین المللی کانکون و فرودگاه گاردرموئن اسلو با خطوط هوایی سانکلاس وجود دارد.
در سال ۲۰۰۱، مکزیک یک توافقنامه تجارت آزاد با کشورهای عضو انجمن تجارت آزاد اروپا (که شامل نروژ می شود) امضا کرد. در سال ۲۰۱۸، تجارت دو طرفه بین دو کشور ۲۲۹ میلیون دلار آمریکا بوده است.  عمده صادرات مکزیک به نروژ شامل: لوله های آهن و فولاد، قطعات موتورهای توربوجت، توربوپراپ ها و دیگر توربین های گازی و آبجو مالت است. عمده صادرات نروژ به مکزیک شامل: کودهای معدنی و شیمیایی ، گاز نفتی و هیدروکربن های گازی و ماهی های خشک ، شور یا شور است.  هر دو کشور بزرگترین کشورهای تولید کننده نفت هستند. شرکت های چند ملیتی مکزیکی مانند سمکس و مکزیکم در نروژ فعالیت می کنند. شرکت های چند ملیتی نروژی اکوینور و نورسک هیدرو در مکزیک فعالیت می کنند.

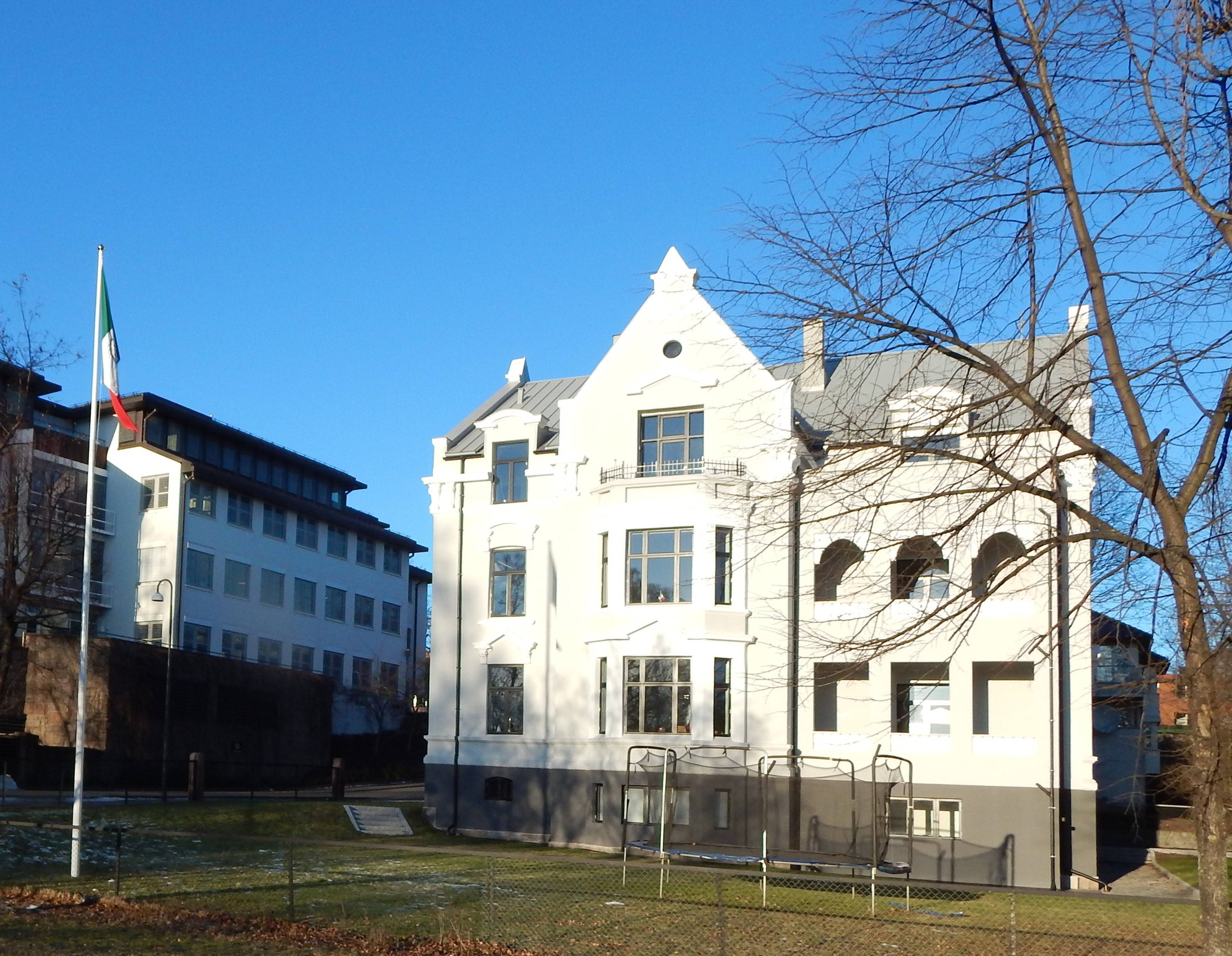
سفارت مکزیک در اسلو

## نمایندگی های دیپلماتیک مقیم
- مکزیک در اسلو سفارت دارد. [۸]
- نروژ دارای سفارت در مکزیکوسیتی . [۹]